# Josef Aškenazi
Josef Aškenazi (1525–1572), čili Tana ze Safedu byl adenský rabín a kritický komentátor Mišny.
Podle názoru Gershoma Scholema je vedle Mojžíše Takua jedním ze dvou reakčních židovských spisovatelů středověku. Jeho připomínky jsou zaznamenány v Melechet Šlomo od Solomona Adeniho.   